# Омельченко Яків Андрійович
Яків Андрійович Омельченко (1905, село Яшалта Ставропольської губернії, тепер село Солене Яшалтинського району, Калмикія, Російська Федерація — 1964, село Солене, тепер Яшалтинського району, Калмикія, Російська Федерація) — радянський діяч, старший гуртоправ колгоспу. Депутат Верховної Ради СРСР 5-го скликання (в 1959—1962 роках). Герой Соціалістичної Праці (13.10.1953). 

## Життєпис
У 1931 році вступив до сільськогосподарської артілі імені Будьонного в селі Яшалта. Потім працював у м'ясорадгоспі № 105 Західного улусу Калмицької автономної області.
Брав участь у німецько-радянській війні, воював у складі 451 батальйону аеродромного обслуговування. 
Після демобілізації повернувся на батьківщину, де почав працювати старшим гуртоправом у колгоспі імені Будьонного (з 1954 року — імені Леніна, потім — «Дружба») Степновського району Ростовської області (потім — Калмицької АРСР).
1952 року бригада, якою керував Яків Омельченко, досягла високих середньодобових приростів великої рогатої худоби — від 106 голів в середньому 1080 грамів на голову. Указом Президії Верховної ради СРСР від 13 жовтня 1953 року удостоєний звання Героя Соціалістичної Праці «за досягнення високих показників у тваринництві у 1952 році» з врученням ордена Леніна та золотої медалі «Серп і Молот».
Працював у колгоспі до смерті в 1964 році.

## Нагороди
- Герой Соціалістичної Праці (13.10.1953)
- орден Леніна (13.10.1953)
- медаль «За оборону Кавказу» (1944)
- медаль «За перемогу над Німеччиною у Великій Вітчизняній війні 1941—1945 рр.»
- медалі